# Diatta Seck
Pour les articles homonymes, voir Seck.
Diatta Seck, né le 27 juillet 1953 à Dakar, est un artiste plasticien sénégalais. Il fait partie de la première génération de l'« École de Dakar ». 

## Sélection d'œuvres
- Mbootay, 1971
- L'oiseau messager, 1975
- Confidences, 1982